# Zeev Friedman

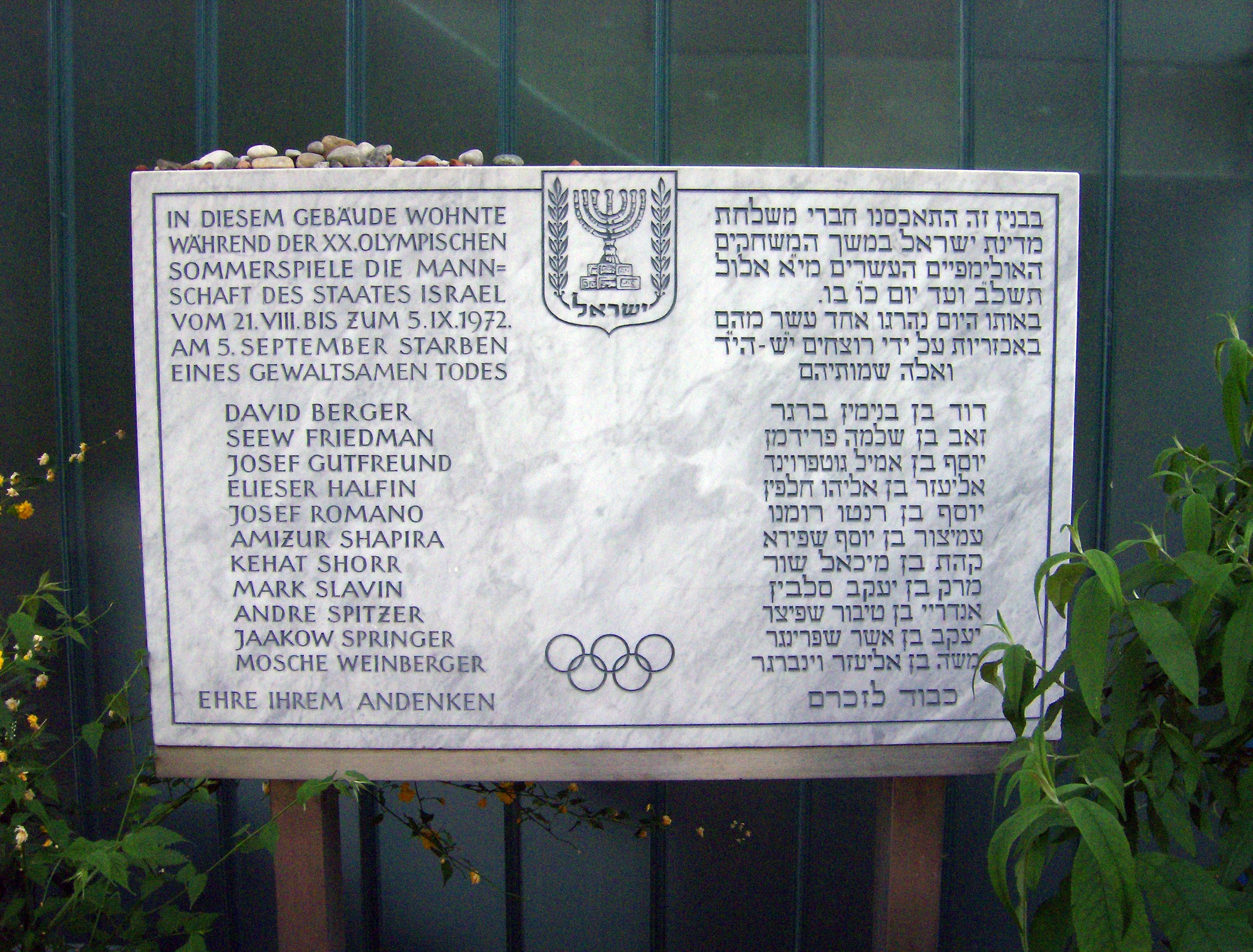
Gedenktafel vor dem israelischen Athletenquartier zum Gedenken an die Opfer des Olympia-Attentats. Die Inschrift, in Deutsch und Hebräisch, lautet: In diesem Gebäude wohnte die Mannschaft des Staates Israel während der 20. Olympischen Sommerspiele.

Ze'ev Friedman (hebräisch זאב פרידמן‎; * 10. Juni 1944 in Prokopjewsk, Oblast Kemerowo, Russische SFSR, Sowjetunion; † 6. September 1972 in Fürstenfeldbruck, BR Deutschland) war ein israelischer Bantam-Gewichtheber, der beim Münchner Olympia-Attentat von palästinensischen Terroristen ermordet wurde. 
Friedman siedelte 1960 von Polen nach Israel über, wo er mit dem Turnen begann, aber bald zum Gewichtheben wechselte. Nach dem Militärdienst arbeitete er als Sportlehrer im Haifaer Vorort Kiryat Haim und startete für den dortigen Sport-Club Hapoel Kiryat Haim. Er wurde sieben Mal in Folge israelischer Meister, 1969 wurde er Siebter bei den Weltmeisterschaften in Warschau und 1971 gewann er die Bronzemedaille bei den Asienmeisterschaften in Manila.
Friedman galt als die größte israelische Medaillenhoffnung bei den Olympischen Sommerspielen 1972. Trotz dreier israelischer Rekorde während des Wettbewerbs wurde er jedoch lediglich Zwölfter.
Friedman starb bei dem missglückten Befreiungsversuch auf dem Flugplatz Fürstenfeldbruck durch die Waffe eines Geiselnehmers im östlichen der beiden Hubschrauber.